# Гірсутизм

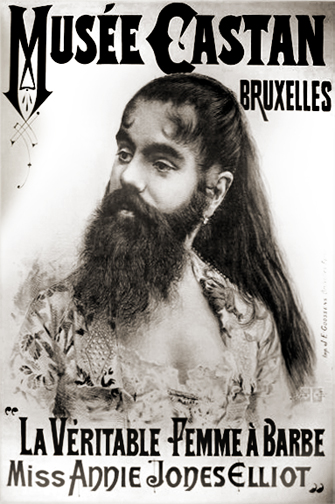
Енні Джонс

Гірсути́зм (лат. hirsutismus, від hirsutus — «волохатий») — це надлишковий ріст термінального волосся у жінок за чоловічим типом. Термінальне — темне, жорстке і довге волосся, на відміну від пушкового, яке є слабопофарбованим, м'яким і коротким. Чоловічий тип оволосіння характеризується появою волосся на підборідді, верхній частині грудей (в області грудини), верхньої частини спини та живота. Поява термінального волосся в нижній частині живота, нижній частині спини, біля сосків, на руках і ногах є нормальним явищем. Мова про гірсутизм йде тільки у жінок.

## Діагностика
Гірсутизм — це клінічний діагноз надмірного андрогенного термінального росту волосся. Перед початком детальніших досліджень слід провести повну фізичну оцінку. Експерт повинен відрізнити поширене збільшення волосся на тілі від вірилізації за чоловічим типом. Одним із методів оцінки гірсутизму є шкала Феррімана-Гелвея, яка дає оцінку на основі кількості та місця росту волосся. Оцінка Феррімана-Гелвея має різні пороги через змінну виразність росту волосся залежно від етнічного походження.
Діагностика пацієнток навіть з легким гірсутизмом повинна включати оцінку овуляції та ультразвукове дослідження яєчників через високу поширеність синдрому полікістозних яєчників (СПКЯ), а також 17α-гідроксипрогестерон (через можливість виявлення некласичного дефіциту 21-гідроксилази). У людей з гірсутизмом може спостерігатися підвищений рівень дегідроепіандростеронсульфату (DHEA-S) у сироватці крові, однак необхідна додаткова візуалізація, щоб розрізнити злоякісну та доброякісну етіологію надниркової гіперандрогенії . Рівні понад 700 мкг/дл вказують на дисфункцію надниркових залоз, зокрема на вроджену гіперплазію надниркових залоз через дефіцит 21-гідроксилази. Проте СПКЯ та ідіопатичний гірсутизм складають 90% випадків.

## Лікування
Лікування гірсутизму показано, коли ріст волосся викликає у пацієнта дискомфорт.
Двома основними підходами до лікування є:
- фармакологічна терапія, спрямована на виробництво/дію андрогенів,
- прямі методи видалення волосся, включно з електролізом і фотоепіляцією.

Методи можуть використовуватися окремо або у комбінації.

### Фармакологічні методи лікування

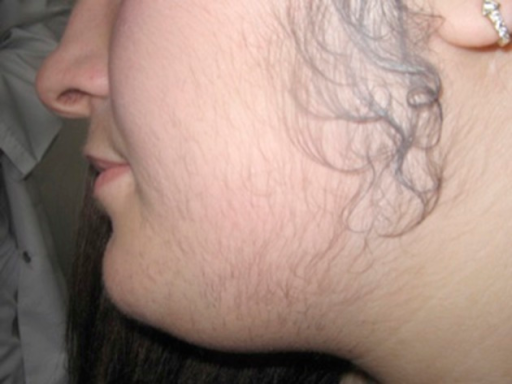
Гірсутизм, у пацієнтки з СПКЯ та некласичною вродженою гіперплазією надниркових залоз

Звичайні ліки включають антиандрогени, сенсибілізатори інсуліну та оральні контрацептиви. Усі три типи терапії продемонстрували ефективність самі по собі, однак показано, що сенсибілізатори інсуліну менш ефективні, ніж антиандрогени та оральні контрацептиви.Терапію можна комбінувати за вказівкою лікаря відповідно до медичних цілей пацієнта. Антиандрогени — це препарати, які блокують вплив андрогенів, таких як тестостерон і дигідротестостерон (ДГТ), в організмі. Вони є найефективнішим фармакологічним засобом лікування важливого для пацієнта гірсутизму, однак вони мають тератогенний потенціал, тому не рекомендуються вагітним людям або людям, які бажають завагітніти. Сучасні дані не віддають перевагу одному типу оральних контрацептивів над іншим.

### Інші методи
- Електрологія
- Епіляція:
  - Лазерна епіляція
  - фотоепіляція (світлова)
  - електроепіляція
- Зміна способу життя, включаючи зниження надмірної ваги та усунення резистентності до інсуліну, може бути корисною. Інсулінорезистентність може викликати надмірний рівень тестостерону у жінок, що призводить до гірсутизму.[45]
- Депіляція:
  - воскова
  - хімічна
  - гоління